# Sonoluminescenza

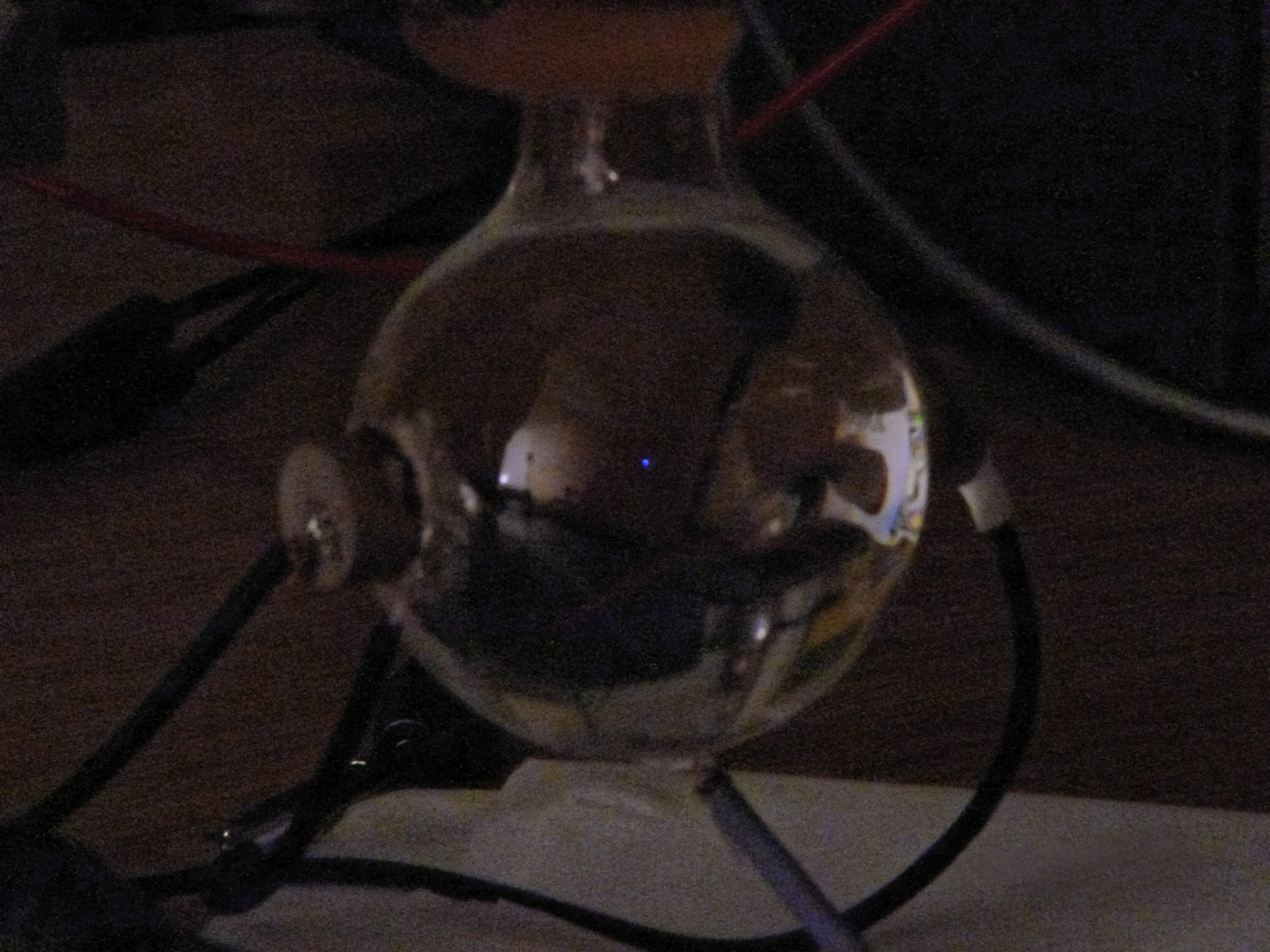
Manifestazione della sonoluminescenza. Si noti il punto luminoso al centro dell'immagine

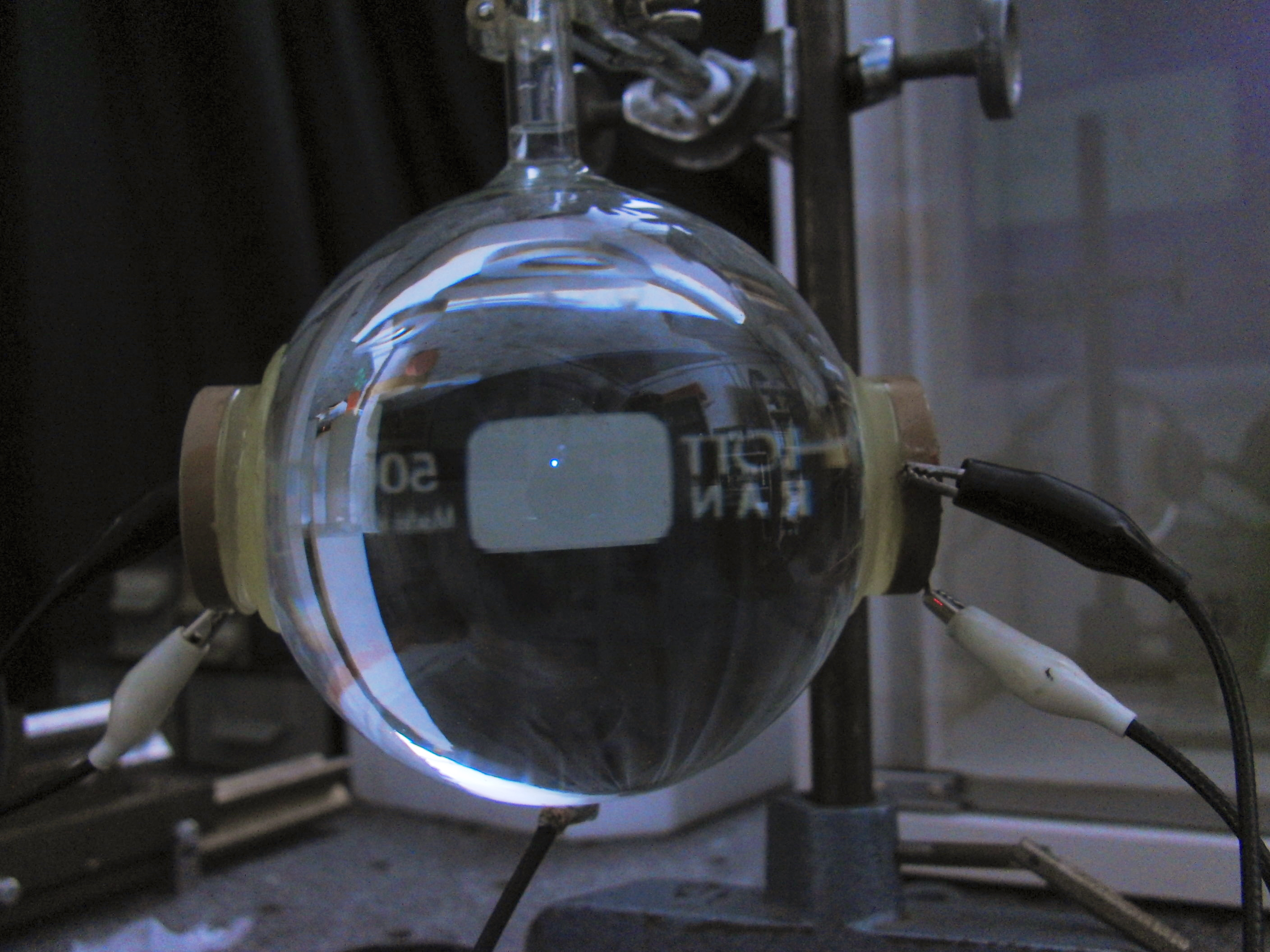
Sonoluminescenza, luce al centro dell'immagine. Tempo di esposizione: 30 secondi.

La sonoluminescenza è un fenomeno fisico in cui l'energia sonora viene trasformata in luce. Nonostante il fenomeno fosse noto sin dai primi anni trenta del XX secolo, l'effettuazione di indagini e misure precise si è rivelato un compito molto difficile: solo dal 1988 si è iniziato a studiarlo con ricerche mirate.

## Storia
Il termine "sonoluminescenza" deriva dalla fusione di due parole latine, sonus (suono) e lumen (luce).
Il fenomeno si produce con una piccola bolla di gas immersa in un fluido che, collassando rapidamente, emette della luce. Si parla in questo caso di Sonoluminescenza a bolla singola (SBSL), mentre si parla di Sonoluminescenza a bolle multiple (MBSL) se ad emettere luce sono più bolle.
Le prime osservazioni di sonoluminescenza risalgono al 1933, quando N. Marinesco e J. J. Trillat osservarono che una lastra fotografica era stata annebbiata dall'immersione in un liquido che era stato agitato dagli ultrasuoni. Un anno più tardi, H. Frenzel e H. Schultes, dell'Università di Colonia, utilizzando gli ultrasuoni, riuscirono a riprodurre nell'acqua una luce debole ma visibile. I due studiosi cercarono di spiegare il fenomeno da loro osservato suggerendo che fosse un fenomeno elettrico causato dal moto delle bolle, ma poi abbandonarono le loro ricerche, in quanto il fenomeno era stato ritenuto di scarso interesse.
Le SLBM sono molto difficili da studiare; emettono luce per pochi nanosecondi e sono in costante movimento. In passato le ricerche erano pertanto limitate dagli intervalli temporali e spaziali tipici di queste nubi di bolle. Nel 1988 però, Hugh G. Flynn realizzò un modello teorico del moto acustico della bolla che permise in seguito a Felipe Gaitan di trovare le condizioni necessarie per ottenere la sonoluminescenza da una bolla singola.
Una SLBS è molto più facile da studiare, poiché ci si trova in presenza di una bolla singola, stazionaria. Questa bolla può essere estremamente stabile e incandescente per diversi minuti, rendendo possibile studiare sia la bolla stessa, sia la luce emessa. Subito dopo la sua scoperta, Gaitan perse qualsiasi interesse nella sonoluminescenza, e la ricerca fu proseguita dal dottor Seth Putterman all'UCLA. Putterman ha pubblicato diversi articoli sull'argomento e determinato molte delle caratteristiche note delle SLBS. Una bolla singola è molto più brillante di un SLBM, il che rende gli studi spettrali più semplici.
Il fenomeno, comunque, è ancora poco noto a causa dei molti modelli teorici proposti.

## Teorie
Varie sono le teorie che hanno cercato di spiegare il fenomeno e descriverne i meccanismi, tutte con diversi punti a loro favore. Nessuna di queste teorie, però, è in grado di spiegare, in modo completo, tutte le proprietà della sonoluminescenza. Alcune tra queste teorie sembrano avere avuto un maggiore successo:
- l'onda d'urto;
- la formazione di getti (jet);
- la solidificazione ad alte pressioni;
- l'emissione indotta da collisione;
- la scintillazione dei gas;
- la radiazione di vuoto quantistica;
- l'emissione da atomi compressi.

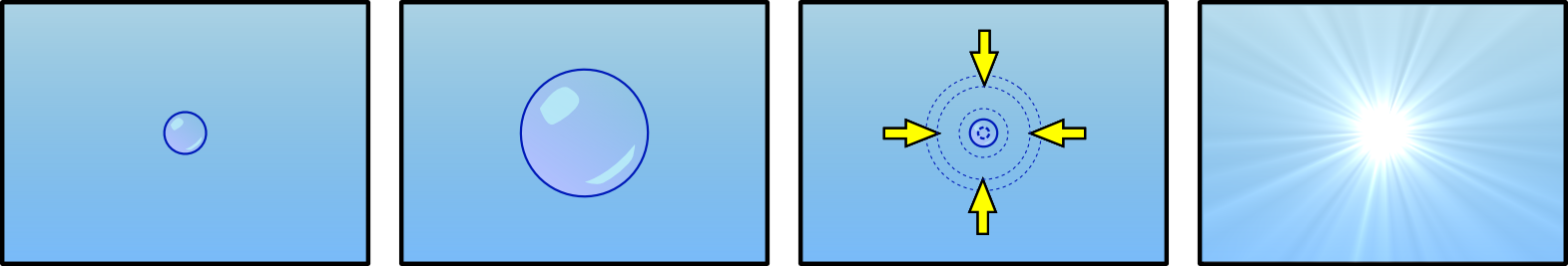
Schema della sonoluminescenza

Nessuna delle teorie riesce a spiegare, in maniera completa, tutte le proprietà della sonoluminescenza. Di ognuna viene data, nelle sezioni seguenti, una descrizione più o meno breve.

### Onda d'urto
Questa teoria fu proposta per la prima volta da Seth Putterman. La teoria si basa sul fatto che la bolla resti perfettamente sferica. Quando la bolla collassa, la pressione all'interno aumenta - al raggio minimo questa potrebbe essere intorno ai 200 Mbar. In queste condizioni le forze di Van der Waals nel gas diventano significative e la bolla smette di collassare. La parete della bolla decelera di 1011g, ma un'onda d'urto continua al centro della bolla che riscalda ulteriormente il gas al centro. Quando l'onda è al suo minimo, l'energia che trasporta è diminuita di un fattore 1012 e avviene l'emissione di luce. Secondo tale teoria, la luce osservata potrebbe essere prodotta da due distinti meccanismi:
1. le alte temperature causate dal riscaldamento adiabatico della bolla provocano formazione di plasma, e la ricombinazione delle molecole provoca l'emissione luminosa. Questa spiegazione, però, è molto improbabile, poiché le transizioni atomiche sono troppo lente per spiegare la brevità del lampo di sonoluminescenza. Inoltre, alcune ricerche (The American Institute of Physics, Bulletin 355 20 gennaio 1998, P. F. Schewe & B. Stein) hanno stabilito che l'intero spettro brilla per il medesimo intervallo di tempo. Questo modello, invece, prevede che a brillare per primi siano i colori rossi, e quindi via via gli altri ad energia superiore.
2. Un'altra possibilità proposta è che le alte temperature provochino la produzione di un plasma relativamente freddo che emette luce da Bremsstrahlung, un processo che, a causa delle collisioni tra elettroni, produce uno spettro molto vasto. Questa spiegazione sembra correlarsi con lo spettro trovato.

Questa teoria fornisce un meccanismo ragionevole per la concentrazione dell'energia nella bolla, ma ha alcune imperfezioni: ad esempio non predice alcun aumento nell'intensità per l'acqua riscaldata.

### Formazione di jet
Questa teoria è di molto successiva alla precedente e le due si escludono a vicenda. Andrea Prosperetti, propositore del modello, ipotizzò che la bolla, mentre collassa, non rimanga sferica, ma si deformi generando al suo interno un cilindro di acqua, il quale, una volta generato, si distacca dalla superficie interna della sfera attraversando l'interno della bolla stessa. Dalle simulazioni, pare che questo cilindro, detto anche jet,  possa viaggiare a circa 2500 chilometri all'ora, facendo sì che al momento della sua uscita dalla bolla possa generare una intensa forza d'urto, tale da produrre una emissione di radiazione elettromagnetica anche nello spettro visibile (Luminescenza). Il meccanismo di emissione della radiazione elettromagnetica si suppone essere la triboluminescenza, lo stesso processo che produce la luce osservata quando il ghiaccio si spezza.
Non c'è prova sperimentale che contraddica direttamente questa teoria, che è in grado di predire molte delle proprietà già riscontrate nella sonoluminescenza. Oltre all'acqua, per produrre il lampo di luce, sono necessarie piccole quantità di gas nobili. La dipendenza dalla temperatura della sonoluminescenza può essere spiegata col fatto che, a meno che i legami dell'idrogeno non vengano rotti termicamente, la presenza delle molecole d'acqua ad energie più basse fa sì che ci sia un maggior numero di legami alle temperature più alte. I legami supplementari aumenterebbero la rigidità dell'acqua, in modo tale da aumentare la frattura e la luce di emissione correlata.

### Solidificazione ad alte pressioni
È, in pratica, la ripetizione della teoria delle onde d'urto con alcune modifiche. Robert Hickling suppone che le alte pressioni generate dal collasso della bolla possano causare un raffreddamento dell'acqua ai bordi della bolla, aumentando la forza dell'onda d'urto.
Il pregio maggiore di questa teoria è la sua capacità di riprodurre la dipendenza dalla temperatura della sonoluminescenza e l'efficacia di gas differenti secondo la facilità con cui si diffondono dentro e fuori la bolla. La teoria è relativamente giovane: i primi articoli sono datati 1957 e i calcoli si basano su SLBM, lasciando, così, un velo di dubbio sulla loro validità quando vengono applicati a SLBS.

### Emissione indotta da collisione
Lothar Frommhold e Anthony Atchley hanno proposto una teoria completamente nuova, che non dipende dalla forma della bolla al momento del collasso. L'emissione indotta da collisione si pensa che sia una sorgente importante delle radiazioni emesse dalle stelle calde e di quelle presenti nelle atmosfere planetarie; inoltre, ci si aspetta di osservarla, nel visibile, a temperature molto più basse di 106 K in gas ad alte densità.
Quando due molecole dello stesso gas, se nella bolla c'è un unico gas, o di due gas differenti, se questa presenta anche un gas nobile, come spesso avviene, si avvicinano e collidono, inducono un cambiamento nei dipoli di entrambe: è la formazione e il rilassamento di questi dipoli a causare l'emissione della luce.
La collisione avviene a scale temporali molto piccole e così la luce prodotta ha una banda vasta, ed è una figura ben visibile nella sonoluminescenza. Più precisamente, la teoria predice l'effetto dell'aggiunta di un gas nobile: più luce verrà emessa quando la forza dei dipoli ha raggiunto un massimo. Ciò accade quando collidono due molecole neutre con differenti stati rotazionale e vibrazionale. Non fa predizioni sulla dipendenza dalla temperatura.
Il modello, infine, calcola per diversi gas nobili il potere di emissione per unità di volume
{\displaystyle I(\omega ;T)={\frac {4\omega ^{4}}{3c^{3}}}N_{L}^{2}\rho _{1}\rho _{2}Vg_{e}(\omega ;T)}
dove ω è la frequenza angolare, T la temperature, ρ1 e ρ2 le densità dei due gas, c la velocità del suono NL il numero di Loschmidt, V il volume della bolla, ge la densità spettrale.

### Scintillazione dei gas
Questa teoria effettua un confronto tra l'SLBS e gli scintillatori a gas ad alta pressione. Uno scintillatore a gas emette luce quando una particella carica si muove attraverso un gas nobile: si suppone che avvenga il medesimo meccanismo all'interno di una bolla di sonoluminescenza. I gas nobili sono le fonti luminose principali negli scintillatori: il più brillante è lo xeno, che è anche il miglior dopante per le soluzioni non-acquose e un ottimo dopante per l'acqua. La luce prodotta da uno scintillatore a gas è soprattutto ultravioletta e non contiene linee spettrali: ciò si correla bene con le osservazioni sulla sonoluminescenza. Elio e argon producono luce che non potrebbero trasmettere attraverso l'acqua - le osservazioni rivelano che l'intensità del picco di luce di un SLBS dopato con questi gas non si alza fino a questa regione dello spettro - questo esclude l'uso di questi gas nella sonoluminescenza. La dipendenza dalla temperatura è paragonata all'effetto delle impurità nello scintillatore a gas. Il grafico della dipendenza in temperatura della sonoluminescenza è approssimativamente esponenziale, in accordo con la dipendenza dalla temperatura osservata al variare della solubilità nell'acqua di differenti impurità. La teoria conclude che l'SLBS agisce come un piccolo scintillatore a gas ad alta pressione, le cui proprietà sono ben documentate.
Con questo metodo di indagine, però, non si riescono a spiegare alcune delle proprietà della sonoluminescenza. Inoltre ha un difetto: il periodo di ricombinazione dei gas nobili è il fattore che determina il tempo d'uscita della luce nello scintillatore ed è dell'ordine dei nanosecondi, mentre il lampo di luce osservato è dell'ordine dei picosecondi.

### Radiazione di vuoto quantistica
Questa teoria è radicalmente differente da tutte le altre. Claudia Eberlein suppone che la sonoluminescenza possa essere un fenomeno di vuoto quantistico. La teoria è ispirata da un'idea di Julian Schwinger, per il quale la sonoluminescenza è un fenomeno analogo all'effetto Casimir dinamico, nel senso che le fluttuazioni di punto-zero del campo elettromagnetico potrebbero trovarsi all'origine della radiazione osservata. L'effetto Unruh, che discende dal primo, è, però, più strettamente legato alla sonoluminescenza: ben noto in teoria di campo, nella sua formulazione originale afferma che uno specchio che si muove nel vuoto di moto uniformemente accelerato emette fotoni con una distribuzione spettrale simile alla radiazione di corpo nero. Il fenomeno è più generale di quanto qui descritto e in particolare non ristretto agli specchi ideali. Questo tipo di radiazione può essere generata anche da un dielettrico in movimento. La sonoluminescenza potrebbe essere identificata come manifestazione della radiazione di vuoto quantistica. Quando la bolla smette di collassare, la sua superficie accelera ad oltre 1011g ed è questa forte accelerazione a rendere l'effetto non trascurabile. La radiazione quindi sarebbe emessa dalla superficie della bolla: anche se le emissioni di dipolo osservate sembrano contraddire ciò, queste assumono una simmetria sferica, che non è, comunque, richiesta da questa teoria.
Ci sono, poi, alcune grandezze di interesse sperimentale che il modello teorico è in grado di calcolare. Innanzitutto la densità spettrale:
{\displaystyle P(\omega )=1,16{\frac {\left(n^{2}-1\right)^{2}}{16\pi ^{2}n^{2}}}{\frac {\hbar }{c^{4}}}{\frac {\left(\Delta R^{2}\right)^{2}}{\gamma }}\omega ^{3}\operatorname {e} ^{-2\gamma \omega }}
Questo risultato ha una grande importanza, poiché mostra che lo spettro della luce emessa assomiglia allo spettro di un corpo nero.
Un'altra quantità molto importante è l'energia W irradiata durante un ciclo acustico:
{\displaystyle W={\frac {\left(n^{2}-1\right)^{2}}{n^{2}}}{\frac {\hbar }{580\pi c^{3}}}\int _{0}^{T}\operatorname {d} \tau {\frac {\partial ^{5}R^{2}(\tau )}{\partial \tau ^{5}}}R(\tau )\beta (\tau )}
ottenuta nel limite di corte lunghezze d'onda.
Sebbene ci siano effetti, come il dopaggio da gas nobile, che la teoria non considera, ci sono poche evidenze sperimentali contro la stessa, che rappresenta correttamente l'energia emessa e la durata di ciascun impulso.

### Emissione da atomi compressi
Come mostrato da P. Connerade (Imperial College, Londra) e da altri, atomi sottoposti a grandi pressioni possono subire una modificazione delle loro proprietà quantistiche.
Lorenzo Fortunato e Alessandro Torrielli (Università di Padova) hanno supposto, nel 2005 (si veda la bibliografia), che la grande pressione che si instaura nel momento del collasso della bolla possa modificare i livelli energetici e le funzioni d'onda degli atomi e favorire una emissione di luce.
La teoria fornisce una semplice spiegazione del peculiare spettro luminoso continuo che si ha nella sonoluminescenza e favorisce una interpretazione del fenomeno che non fa ricorso a plasmi e prevede una temperatura del gas notevolmente inferiore (4 000 K) rispetto alle teorie di corpo nero.
Il fatto che questo modello preveda una temperatura assai inferiore fa sì che teorie che propongono temperature più elevate debbano tenere l'effetto di emissione da atomi confinati in debito conto.

## Descrizione di un esperimento
Innanzitutto è necessario bloccare una bolla d'aria: la boccetta di liquido al cui interno si svolgerà l'esperimento dovrà vibrare ad una frequenza di risonanza naturale. In questo modo si riesce a stabilizzare il campo acustico al cui interno andrà a riposare la bolla.
Dopo aver determinato la frequenza di risonanza della boccetta, esplorando una vasta gamma di frequenze, bisogna eliminare alcuni processi che potrebbero alterare i risultati e il buon esito dell'esperimento: si opera, quindi il degassaggio dell'acqua. Questa operazione è assolutamente necessaria, affinché la bolla non possa rimbalzare passivamente. Quando la bolla è giunta alla sua massima estensione ha una pressione molto bassa, l'aria quindi si diffonde attraverso la superficie della bolla e nella bolla; per contro quando è piccola la bolla perde aria.
La diffusione dell'aria deve essere all'equilibrio, per poter mantenere la bolla stabile: in caso contrario la bolla scompare, o per contro cresce fino a volare via. Per creare tale equilibrio, la pressione parziale dei gas presenti nell'acqua deve essere ridotta:
1. l'acqua viene fatta bollire con il semplice innalzamento della temperatura: questa operazione allontana i gas, ma lascia caldo il liquido;
2. l'acqua viene bollita a temperatura ambiente o a una più bassa, riducendo la pressione dell'aria cui questa è a contatto: quando la pressione diminuisce l'acqua bolle proprio come prima.

Purificata l'acqua e versatala nella boccetta, bisogna creare una bolla al suo interno: si può, ad esempio, far cadere una piccola quantità d'acqua sopra quella nella boccetta - sono molti i pareri sul modo di fare tale operazione: alcuni ritengono che vada fatto velocemente, altri gentilmente, altri ancora aggirano il problema utilizzando una serie di tostapane per avere bolle di vapor acqueo (queste bolle non restano come vapor acqueo, ma nello stesso modo in cui questo diffonde in un liquido, alcuni gas si diffondono nella bolla, che quindi resta tale).
La bolla, una volta creata, per poter emettere una scintilla, deve essere bloccata. A questo punto, per poter osservare la piccola luce prodotta, vengono utilizzati due strumenti: il fotomoltiplicatore e l'occhio umano. Tra i due, l'occhio umano non è lo strumento migliore, poiché non porta memoria dell'evento, che può essere registrato ed esaminato meglio con uno strumento esterno come il fotomoltiplicatore.
Nell'istante dell'emissione, la bolla ha un diametro inferiore al micron e sta collassando così rapidamente che anche pressione (>>1) e temperatura effettiva (T>10000 K) stanno cambiando molto rapidamente, tanto che sia le teorie standard sia le tecniche sperimentali non sono in grado di dire quali sono le condizioni che si combinano insieme per produrre i lampi osservati.
I dati spettrali hanno fornito interessanti informazioni sulla sonoluminescenza: gli spettri hanno spesso mostrato un incremento dell'intensità negli UV, a volte anche con un picco nelle vicinanze di tali frequenze. Quando si confrontano con la distribuzione di Planck per la radiazione del corpo nero, questi spettri indicano temperature per la sorgente che vanno da 10 000 K fino a 25 000 K, o anche maggiori.
Per avere un'idea della durata della luce, si può fare un semplice calcolo utilizzando la legge di Stefan-Boltzmann:
{\displaystyle A\,\Delta t\,T^{4}=8{,}46\cdot 10^{2}\ \mathrm {cm} ^{2}\,\mathrm {s\,K} ^{4}}
dove T è la temperatura effettiva della sorgente in kelvin. Questa semplice equazione consente di legare alcune grandezze fondamentali per il fenomeno. Ad esempio, per una bolla con una superficie A per una sfera di 1 micron e con un intervallo di tempo di durata per la sorgente pari a Δt = 50 ps, si ottiene una temperatura T = 10 000 K, che è consistente con uno spettro di corpo nero. Misure con tempi o superfici inferiori hanno prodotto sorgenti a temperature maggiori.
Infine nella bolla non è presente solo aria, ma anche un gas nobile, che per caratteristiche evita alla bolla imperfezioni facendo in modo che la sua forma sia il più sferica possibile, oltre a rendere il segnale luminoso più brillante.

## Film che si servono del tema della sonoluminescenza
- Reazione a catena, regia di Andrew Davis, con Keanu Reeves, Morgan Freeman e Rachel Weisz.